# Tambre
Tambre (velenceiül Tanbre) település Olaszországban, Veneto régióban, Belluno megyében. Lakosainak száma 1297 fő (2023. január 1.). Tambre Aviano, Barcis, Budoia, Caneva, Alpago, Polcenigo, Chies d’Alpago és Fregona községekkel határos.

## Népesség
A település lakossága az elmúlt években az alábbi módon változott:
| Lakosok száma | 1358 | 1366 | 1297 |
|               | 2017 | 2018 | 2023 |